# بطولة ست ساعات في البحرين

حلبة البحرين الدولية - حلبة التحمل

بطولة ست ساعات في البحرين هي سباق السيارات الرياضية التي تقام في حلبة البحرين الدولية في الصخير بالبحرين. أنشئت من أجلها بطولة الاتحاد الدولي للسيارات للقدرة العالمي وأقيم لأول مرة في 29 سبتمبر 2012 حيث جرت الجولة السادسة من بطولة العالم لقوة التحمل 2012. أدى إنشاء السباق إلى جدل لتحديد موعد لافتتاحه حيث تعارض مع سباق لومان بيتي 2012.

## النتائج
| السنة | الفائزون                                       | الفريق        | السيارة                  | المدة   | سباق المنافسة على اللقب | البطولة                                     | التقرير |
| ----- | ---------------------------------------------- | ------------- | ------------------------ | ------- | ----------------------- | ------------------------------------------- | ------- |
| 2012  | مارسيل فاسلر بينوا تريلوييه أندريه لوتيرر      | خويست للسباق  | أودي ر18                 | 6 ساعات | 6 ساعات في البحرين      | الاتحاد الدولي للسيارات بطولة العالم للقدرة | التقرير |
| 2013  | سيباستيان بويمي ستيفان سارازين أنتوني ديفيدسون | تويوتا للسباق | تويوتا تي.إس.030 هايبريد | 6 ساعات | 6 ساعات في البحرين      | الاتحاد الدولي للسيارات بطولة العالم للقدرة | التقرير |